# Дойл Глисон, Фрэнсис
Фрэнсис Дойл Глисон (англ. Francis Doyle Gleeson; 17 января 1895, Карролтон, Миссури, США — 30 апреля 1983, Фэрбанкс, штат Аляска, США) —  прелат Римско-католической церкви, член Общества Иисуса, 1-й епископ Фэрнбакса, 3-й апостольский викарий Аляски, 6-й титулярный епископ Котенны и 1-й титулярный епископ Куйкула, почётный епископ Фэрнбакса.

## Биография
Фрэнсис Дойл Глисон родился в Карролтоне, в штате Миссури 17 января 1895 года в семье Чарльза Глисона и Мэри, урождённой Дойл. Позднее, вместе с родителями переехал в городок Якима, в штате Вашингтон. Начальное образование получил в приходской школе при церкви святого Иосифа. Продолжил обучение в высшей католической школе Маркетт в Якиме, закончив которую, поступил в университет Гонзага в Спокане. В 1912 году вступил в Общество Иисуса. 31 июля 1914 года принёс временные обеты. Изучал философию в иезуитской школе Маунт-Сэнт-Майкл в Спокане и теологию в иезуитском колледже святого Франциска Ксаверия в городе Онья, в Испании.
Он был рукоположен в священники в Онье 29 июля 1926 года. 2 февраля 1928 года принёс постоянные обеты, став постоянным членом Общества Иисуса. По возвращении в США, служил в качестве ректора иезуитской подготовительной школе Беллармина в Такоме. После был поставлен настоятелем миссии святого Станислава в Льюистоне, в штате Айдахо. Затем нёс служение ректора иезуитского новициата в Шеридане, в штате Орегон и настоятеля миссии святой Марии среди индейцев  в Омаке, в штате Вашингтон.
8 января 1948 года римский папа Пий XII номинировал его титулярным епископом Котенны и апостольским викарием Аляски. Епископскую хиротонию 8 апреля 1948 года совершил Его преосвященство Эдвард Даниэль Ховард, архиепископ Портленда, которому сослужили Его преосвященство Чарльз Даниэль Уайт, епископ Спокана и Его преосвященство Мартин Майкал Джонсон, епископ Нельсона в провинции Британская Колумбия в Канаде.
23 июня 1951 года была учреждена епархия Джуно, и площадь апостольского викариата ограничилась северной частью штата Аляска. 8 августа 1962 года римский папа Иоанн XXIII номинировал епископа Фрэнсиса Дойла Глисона в качестве первого епископа новой епархии Фэрбанкса.
С 1962 по 1965 год он принимал участие во всех четырёх сессиях Второго Ватиканского собора. Достигнув семидесятилетия и следуя канонам, епископ Фрэнсис Дойл Глисон подал прошение о выходе на покой. 15 ноября 1968 года римский папа Павел VI принял его отставку и, оставив за ним титул почётного епископа Фэрбанкса, назначил титулярным епископом Куйкула.
В последние годы жизни он принимал активное участие в решении социальных проблем на территории епархии. Епископ Фрэнсис Дойл Глисон умер в Фэрбанксе 30 апреля 1983 года. Его похоронили на кладбище Бёрч-Хилл в Фэрбанксе, в штате Аляска.